# Criptofil·lita
La criptofil·lita és un mineral de la classe dels silicats. El nom deriva de les paraules gregues κρυπτοζ, oculta, i ϕυλλον, fulla, que subratllen la seva estructura en capes en combinació amb un hàbit lamel·lar.

## Característiques
La criptofil·lita és un fil·losilicat de fórmula química K₂Ca[Si₄O₁₀](H₂O)₅. Va ser aprovada com a espècie vàlida per l'Associació Mineralògica Internacional l'any 2008 Cristal·litza en el sistema monoclínic. És una espècie estretament relacionada amb la shlykovita i la mountainita.

## Formació i jaciments
Va ser descoberta a la mina Tsentral'nyi, situada al mont Rasvumtxorr, dins el massís de Khibini (óblast de Múrmansk, Rússia). Es tracta de l'únic indret de tot el planeta on ha estat descrita aquesta espècie mineral.